# Liu Yuchen
Liu Yuchen (chinesisch 刘雨辰, * 25. Juli 1995 in Peking) ist ein chinesischer Badmintonspieler.

## Karriere
Liu Yuchen gewann bei der Junioren-Badmintonasienmeisterschaft 2012 Bronze im Mixed und Silber mit dem Team. Bei der Weltmeisterschaft desselben Jahres gewann er erneut Bronze im gemischten Doppel, jedoch Gold mit der Mannschaft. 2013 wurde er bei den Australia Open Dritter im Doppel mit Huang Dongping und bei den New Zealand Open Zweiter mit Li Junhui.